# الکساندر نوویکوف
پروفسور  الکساندر نوویکوف استاد ریاضی در دانشگاه تکنولوژی سیدنی است.او از دهه هفتاد ار اعضای موسسه تحقیقاتی  Steklov Mathematical Institute و ازدهه ۹۰عضو دانشگاه University of Newcastle در استرالیا است.
مسلمان شدن نوویکوف
وی گفت: مدتها در حل یک مسئله مهم ریاضی ناتوان شده بودم که عصری در عالم خواب وبیداری مردی با لباس عرب وچهره ای گندم گون به خوابم آمد وبه من گفت : حل مسئله تو در قرآن است، سه روز آن را در سینه بگیر تا مسئله ات حل شود ! من نیز چنین کردم وبعد از سه روز جواب مسئله را یافتم . و بعد از این اتفاق دو سال درباره قرآن و دین اسلام تحقیق و مطالعه کردم و نتیجه گرفتم که شاید منظور آن شخص گرفتن معارف قرآن در سینه بوده است نه جلد آن. و فهمیدم قرآنی که با گرفتن جلد آن در سینه این اتفاقات می افتد اگر معارف آن را در سینه بگیریم چه اتفاقات بزرگی خواهد افتاد وقرآن می تواند منشا بسیاری از اتفاقات بزرگ وسرنوشت سازی باشد که سعادت و رستگاری بشر را تضمین می کند و به همین دلیل تصمیم گرفتم که مسلمان شوم و حاضرم با تمام قوا همه تکالیف اسلام را به طور کامل انجام دهم چون قرآن حق است پس همه تکالیفی هم که برگرفته از قرآن باشند نیز حتما حق است.
شایان ذکر است این پروفسور بزرگ جهان هم اکنون 47 سال دارد وتا کنون به هیچ مذهبی اعتقاد نداشته ولاییک بوده است ولی اکنون شیعه شده است وبه خاطر ارادت به امام جعفر صادق (ع) بنیانگذار مذهب جعفری اسم جعفر را برگزیده وپروفسور نوویکوف هم اکنون پروفسور جعفر نام دارد.
علوم مربوط به امام جعفر صادق چنان پیشرفته و حیرت انگیز است که حتی در مواردی ، علوم امروزی نیز در درک آن عاجز است و این از معجزات ائمه شیعه است که چنین درک عظیمی از علوم داشته اند ولی اکثر ما از آن غافلیم ولی کسانی که حتی خدا را هم قبول ندارند در فهم آن از شیعیان جلو میزنند.